# Moskvič 412
Moskvič 412 (rusky Москвич-412) byl osobní automobil nižší střední třídy (v dobové terminologii střední objemové třídy), vyráběný závody AZLK a Iž. Oproti dříve vyráběným typům představoval významný pokrok z hlediska zjednodušení údržby, snížení spotřeby paliva, zvýšení výkonu, provozní spolehlivosti a životnosti, zároveň se zachováním velkého množství původních dílů.
Moskvič 412 disponoval zcela novým celohliníkovým motorem s rozvodem OHC, který vyvinula Ufimská motorárna (UZAM). Jako vzor zde posloužil čtyřválec BMW M115. Taktéž nová 4stupňová převodovka měla poprvé u značky Moskvič úplnou dopřednou synchronizaci. Premiéru měl dále podtlakový posilovač brzd, alternátor, suchý tlumič sání a plnoprůtočný olejový filtr s papírovou výměnnou vložkou. Zbytek vozu byl přejat z Moskviče 408.
Vůz se začal vyrábět v roce 1967. Roku 1969 proběhl facelift – změnila se přední maska, přišly obdélníkové světlomety z NDR, bezpečnostní palubní deska z polyuretanu a parkovací svítilny v zadních sloupcích. Další drobné úpravy výrobce přinášel postupně: snížení počtu mazacích míst na podvozku, přemístění řadicí páky a ruční brzdy na podlahu, bezpečnostní sloupek volantu, bezpečnostní skla, nová spínací skříňka se zámkem řízení, nové osvětlení interiéru, modernější provedení přístrojů. V roce 1976 byla výroba v Moskvě ukončena a nahrazena modelem 2140, který představoval spíše jen důkladnou modernizaci předchozího typu. V Iževsku se model 412 vyráběl nadále s mírnými úpravami pro ruský trh až do roku 1997.

## Výbava
Moskvič 412 disponoval bohatou výbavou, která nebyla v té době samozřejmá ani v západoevropských vozech stejné objemové třídy, např.:
- posilovačem brzd
- alternátorem, bohatou elektrickou výbavou
- velkým množstvím chromovaných doplňků
- dělenými předními sedadly (od 1968) s možností posunu, sklopení a lůžkové úpravy
- dvourychlostními stěrači
- dvourychlostním ventilátorem
- účinným topením
- větráním s vnitřním okruhem
- zpětným zrcátkem s regulací proti oslnění
- regulací podsvitu přístrojů, které se skládaly z rychloměru, ampérmetru, palivoměru, tlakoměru oleje a teploměru chladicí kapaliny

## Elektrická výzbroj
Poprvé u značky Moskvič byl použit alternátor. Poskytoval výkon až 480 W (40 A), což spolehlivě pokrylo veškeré spotřebiče ve voze. Zapalování bateriové, kontaktní.
Ve voze byla skříňka na 3 pojistky po 10 A (zpětné světlomety, motorek větráku, přístroje, přerušovač blinkrů, klakson) a 2 bimetalové jističe (stěrače 7 A, světla 20 A). Buzení alternátoru, zapalovací soustava a zapalovač cigaret byly bez jištění.
Nevýhodou byla absence relé pro výkonné spotřebiče (např. světla), přes spínače tedy tekl silový proud. Druhým slabým místem elektroinstalace byl ampérmetr, který nepoužíval bočník. Veškerý proud tedy protékal přes palubní desku. Ampérmetr se mohl časem protavit do svého plastového lůžka a působit problémy.

## Spotřeba paliva
Moskviče 412 bývaly kritizovány za vysokou spotřebu paliva. Mohl za to karburátor a kontaktní zapalovací soustava, které vyžadovaly častější seřizování a čištění, jež se jim v běžném provozu nedostávalo, ale také samotní řidiči, kteří rádi využívali možností silného motoru, případně vůz přetěžovali. Roli hrál ovšem i tehdejší nekvalitní benzín, oleje a pneumatiky. Řidič sžitý s charakterem motoru a správně seřízeným vozem mohl nicméně dosahovat průměrné spotřeby 7–8 litrů na 100 km.

## Klady

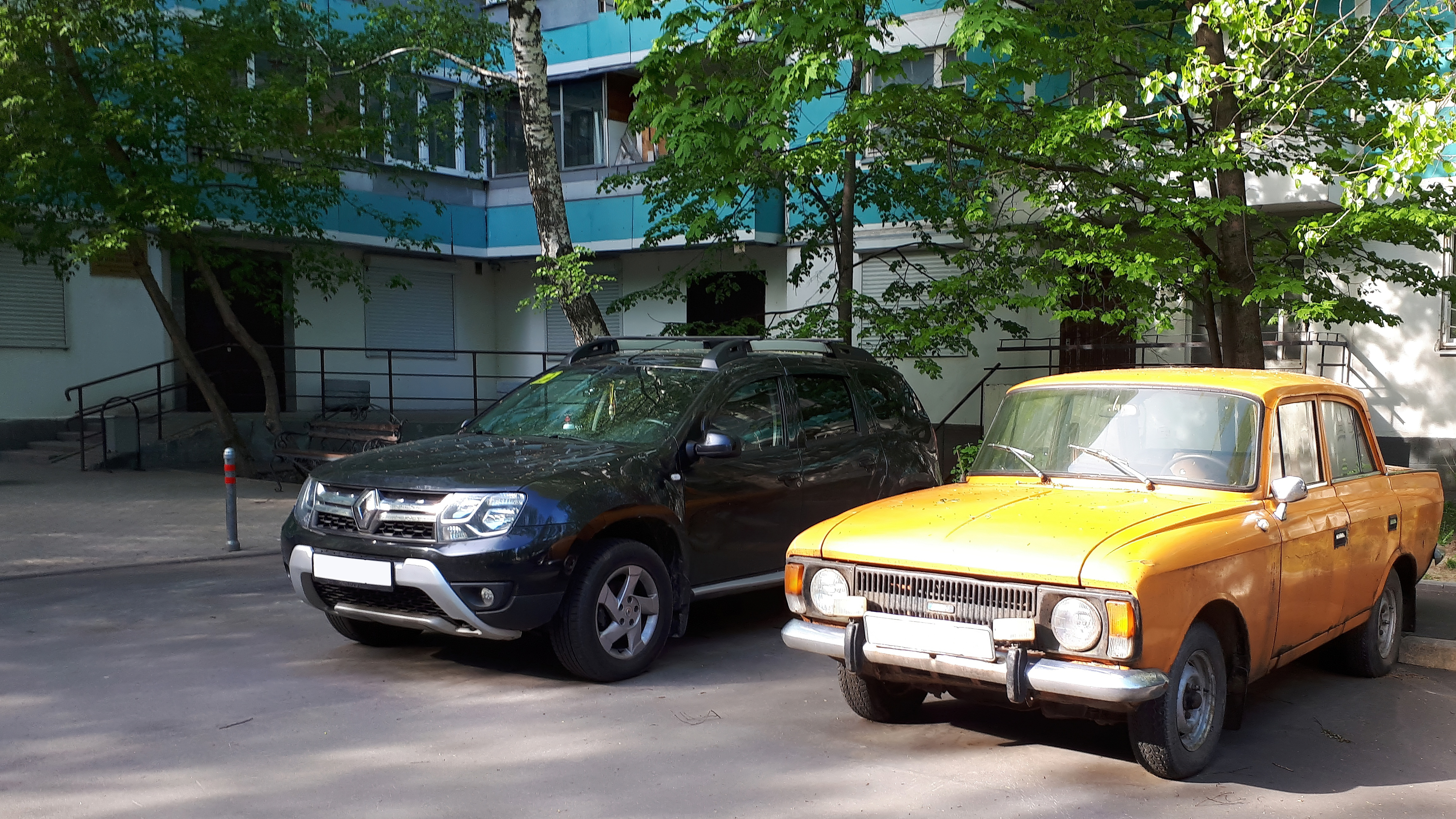
Iž-412–028

- Robustnost, jednoduchost, spolehlivost
- Silný a pružný motor
- Dobře odstupňovaná převodovka
- Kompaktní rozměry
- Prostorný interiér
- Výhled z vozu
- Výbava
- Vzhled

## Zápory
- Zastaralá brzdová soustava a podvozek („nestíhají“ motor)
- Hlučnost, nestabilita a spotřeba při vyšších rychlostech
- Umístění rezervního kola

## Vývoj vzhledu

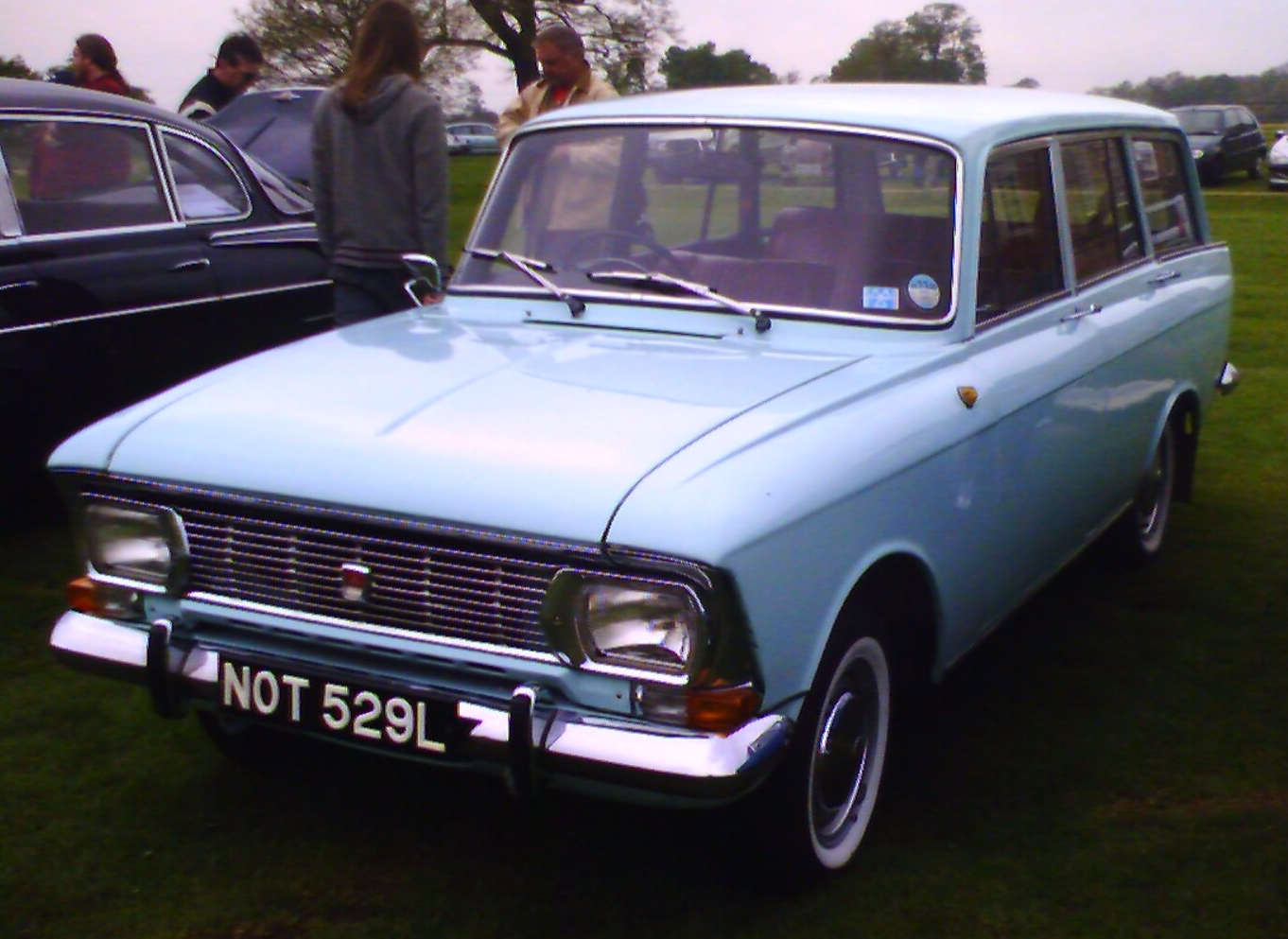
Moskvič 427

| 1967–1969 | 1967–1969 (shodné s typem 408)          |
| 1967–1969 | 1967–1969 (exportní verze – 408E, 412E) |
| 1969–1976 | 1969–1975 (shodné s typem 408/II)       |

## Moskvič 427
Moskvič 427 byla kombi verze Moskviče 412. Pod zavazadlovým prostorem v odklopné přihrádce se nacházelo rezervní kolo, opěradlo zadní lavice bylo sklopné. Vůz měl stálý převod 4,55:1 (sedan 4,22:1) a zvýšenou nosnost, silnější zadní pérování.

## Moskvič 434
Moskvič 434 byl užitkový vůz odvozený od Moskviče 427. Místo zadních bočních okének byl plech a zcela chyběla zadní sedadla. Vůz měl stálý převod 4,55:1 (sedan 4,22:1) a zvýšenou nosnost.